# Arne Van Gelder
Pour les articles homonymes, voir Van Gelder.
Arne Van Gelder, né le 13 novembre 1997 à Louvain, est un gymnaste acrobatique belge.
Il est le frère de la gymnaste Julie Van Gelder.

## Carrière
Aux Championnats d'Europe de gymnastique acrobatique 2015 à Riesa, il remporte avec Vincent Casse la médaille d'or du concours général, la médaille d'argent de l'exercice statique et la médaille de bronze de l'exercice dynamique.
Le duo est médaillé d'argent aux Championnats du monde de gymnastique acrobatique 2016.